# Rhincodontidae
Famille
Les rhincodontidés (Rhincodontidae), appelée Rhinodontes avant 1984, forment une famille de requins de l'ordre des Orectolobiformes, et dont le requin-baleine est le seul représentant vivant.

## Taxons inférieurs
Selon World Register of Marine Species (20 avril 2016) :
- genre Rhincodon Smith, 1829
  - Rhincodon typus Smith, 1828 — Requin-baleine

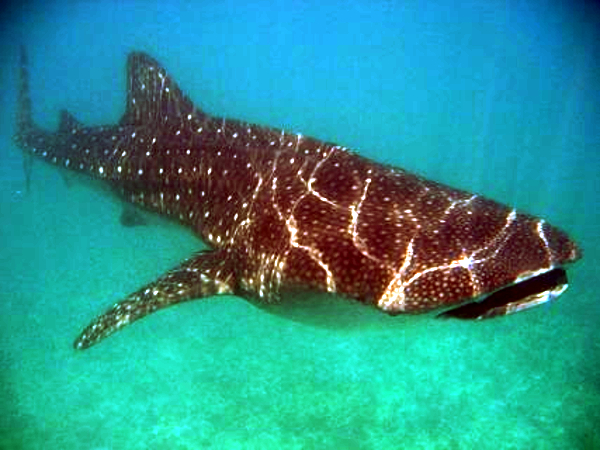
Requin baleine d'environ 4 m
aux Maldives. Ce requin est le plus gros poisson actuel.

Taxons éteints selon Paleobiology Database (20 avril 2016) :
- Genre †Palaeorhincodon
  - †Palaeorhincodon daouii
  - †Palaeorhincodon dartevellei
  - †Palaeorhincodon wardi
  - †Palaeorhincodon ypresiensis

- Genre Eorhincodon
  - Eorhiconodon tianshanensis